# Моця, Александр Петрович
Александр Петрович Моця (род. 30 мая 1950, Летки, Киевская область) — советский и украинский археолог-медиевист. Доктор исторических наук (1991), профессор (1997), заведующий отделом Института археологии (с 1997), член-корреспондент НАН Украины (избран 16 мая 2003 г.)

## Биография
Окончил Киевский государственный университет им. Т. Г. Шевченко (1967—1972).
В 1972—1974 годах служил в Советской армии.
В 1974—1976 годах — старший лаборант Археологического музея АН УССР, в 1976—1979 — аспирант, а с 1979 года — научный сотрудник Института археологии НАН УССР (младший научный сотрудник, старший научный сотрудник, заведующий сектором, заведующий отделом), с 1997 года — заведующий отделом древнерусской и средневековой археологии.
В 1980 году защитил кандидатскую диссертацию «Население Среднего Поднепровья IX—XVIII вв. по данным погребальных памятников», в 1991 году — докторскую диссертацию «Южнорусские земли в IX—XIII вв.: по данным погребальных памятников». Преподаёт в Киево-Могилянской академии.
Лауреат Государственной премии Украины в области науки и техники (2002) и премии НАН Украины имени М. С. Грушевского (2009).

## Научная деятельность
С 1969 года участвовал во многих археологических экспедициях (Чернигов, Новгород-Северский, Шестовица, Батурин, Седнев, Липовое, Автуничи и другие памятники Черниговщины; Зелёный Гай на Сумщине; Яблунивицы и Торческ на Киевщине и др.).
Автор и соавтор более 270 научных работ, в частности монографий «Население среднего Поднепровья IX—XIII в.» (1987), «Население южнорусских земель ІХ—ХІІІ ст.» (1993), «Киевская Русь от язычества до христианства» (1996, соавтор), «Древняя история Украины» (т. 3, 2000, соавтор), «Украинская этническая нация» (2012, соавтор). Также исследовал историю Синеводской битвы.

## Основные работы

### Книги
- Население Среднего Поднепровья IX—XIII вв. (по данным погребальных памятников) / отв. ред. М. П. Кучера. — Киев: Наукова думка, 1987. — 160 с.
- Артеменко И. И., Моця А. П. Боги созданы людьми. — Киев: Политиздат Украины, 1989. — 174 с.
- Погребальные памятники южнорусских земель IX—XIII вв. / отв. ред. П. П. Толочко. — Киев: Наукова думка, 1990. — 156 с.
- Населення південно-руських земель ІХ—ХІІІ ст. (за матеріалами некрополів) (укр.) / відп. ред. М. П. Кучера. — Київ: Інститут археології АН України, 1993. — 160 с. Архивировано 8 июня 2024 года.
- Кочевники Причерноморья на рубеже тысячелетий (венгры, печенеги, торки). — Николаев: Возможности Киммерии, 1997. — 24 с.
- Моця А. П., Халиков А. Х. Булгар — Киев: пути — связи — судьбы. — Киев: Институт археологии НАН Украины, 1997. — 191 с.
- Південна «Руська земля» (укр.). — Київ: Корвін Пресс, 2007. — 264 с.
- Южная «Русская земля». — Киев—Сумы: МакДен, 2008. — 244 с.
- «Русь», «Мала Русь», «Україна» в післямонгольські та козацькі часи (укр.). — Київ: Наукова думка, 2009. — 324 с. Архивировано 28 февраля 2023 года.
- Моця О., Казаков А. Давньоруський Чернігів (укр.) / наук. ред. Г. Ю. Івакін. — Київ: Стародавній Світ, 2011. — 316 с. Архивировано 24 декабря 2023 года.
- «Анти» — «руси» — «українці». Формування ідентичності у словян півдня Східної Європи V—XIX ст. (укр.). — Київ: Наукова думка, 2012. — 216 с. Архивировано 17 апреля 2023 года.
- Землероби та кочівники на Великому Кордоні Східної Європи в часи Київської Русі (укр.). — Київ: Інститут історії Україні НАН України, 2015. — 296 с. Архивировано 19 декабря 2023 года.
- Горєлов М., Моця О., Рафальський О. Цивілізаційний крах Переяславського проекту (Україна і Московія: історія співіснування та ворожнечі) (укр.) / наук. ред. М. Михальченко. — Київ: ІПіЕНД ім. І. Ф. Кураса НАН України, 2017. — 256 с. Архивировано 17 апреля 2023 года.
- Моця О., Скороход В. Шестовицький археологічний комплекс / відп. ред. В. Ричка. — Київ: ІА НАН України, 2020. — 228 с. — (Протоміста Подесення в процесі одержавлення регіону. — Вип. I).

### Статьи
- Населення Поросся давньоруського часу за даними некрополів (укр.) // Археологія  / відп. ред. І. І. Артеменко. — Київ: Наукова думка, 1979. — Вип. 30. — С. 27—37.
- Питання етнічного складу населення давнього Києва (за матеріалами некрополів) (укр.) // Археологія  / відп. ред. І. І. Артеменко. — Київ: Наукова думка, 1979. — Вип. 31. — С. 28—36.
- Трупосожжение и трупоположение у славян Среднего Поднепровья. Причины смены погребального обряда // Славяне и Русь (на материалах восточнославянских племен и Древней Руси)  / отв. ред. В. Д. Баран. — Киев: Наукова думка, 1979. — С. 144—154.
- Моця А. П., Сыромятников А. К. Княжеские тамги Святослава Игоревича как источник изучения истории древнерусских городов // Древнерусский город: материалы Всесоюзной археологической конференции, посвященной 1500-летию города Киева  / отв. ред. П. П. Толочко. — Киев: Наукова думка, 1984. — С. 84—87.
- Орлов Р. С., Моця А. П., Покас П. М. Исследования летописного Юрьева на Роси и его окрестностей // Земли Южной Руси в IX—XIV вв.  / отв. ред. П. П. Толочко. — Киев: Наукова думка, 1985. — С. 30—62. Архивировано 5 февраля 2022 года.
- Новые сведения о торговом пути из Булгара в Киев // Земли Южной Руси в IX—XIV вв.  / отв. ред. П. П. Толочко. — Киев: Наукова думка, 1985. — С. 131—133. Архивировано 5 февраля 2022 года.
- Дяденко В. Д., Моця О. П. Жовнинський могильник XI—XIII ст. (укр.) // Археологія  / відп. ред. І. І. Артеменко. — Київ: Наукова думка, 1986. — Вип. 54. — С. 82—90.
- Моця А. П., Коваленко В. П. Новгород-Северский // Археология Украинской ССР. — Киев: Наукова думка, 1986. — Т. 3. — С. 295—299.
- Блифельд Д. И., Моця А. П. Древнерусские могильники // Археология Украинской ССР. — Киев: Наукова думка, 1986. — Т. 3. — С. 404—417.
- Моця О. П., Терпиловський Р. В. Соціально-економічний аспект вивчення слов’янських культур півдня Східної Європи (укр.) // Археологія  / відп. ред. І. І. Артеменко. — Київ: Наукова думка, 1987. — Вип. 57. — С. 56—66. Архивировано 21 апреля 2023 года.
- Сухобоков О. В., Моця О. П. Давньоруські пам'ятки поблизу хутора Зелений Гай Сумської області (укр.) // Археологія  / відп. ред. І. І. Артеменко. — Київ: Наукова думка, 1987. — Вип. 58. — С. 83—94. Архивировано 17 апреля 2023 года.
- Феодалізація чернігівської округи в Х ст. за даними поховальних пам’яток (укр.) // Археологія  / відп. ред. І. І. Артеменко. — Київ: Наукова думка, 1988. — Вип. 61. — С. 11—15.
- Погребальные памятники VIII—XIII вв. в междуречье Десны и Ворсклы // Проблемы археологии Сумщины  / отв. ред. В. С. Терентьев. — Сумы, 1989. — С. 81—82. Архивировано 5 февраля 2024 года.
- Отрощенко В. В., Моця О. П. Обряд кремації у стародавнього населення України (V тис. до н. е. — І тис. н. е.) (укр.) // Археологія. — 1989. — № 2. — С. 20—31. Архивировано 22 апреля 2023 года.
- Моця О. П., Халіков А. Х. Нові дослідження шляху із Булгара в Київ (попереднє повідомлення) (укр.) // Археологія. — 1989. — № 4. — С. 143—149. Архивировано 22 апреля 2023 года.
- Моця А. П., Халиков А. Х. Путь из Булгара в Киев: результаты и задачи исследований // Археологическое изучение микрорегионов: итоги и перспективы. — Воронеж, 1990. — С. 17—19.
- Срубные гробницы Южной Руси // Памятники археологии Южной Руси  / отв. ред. П. П. Толочко. — Киев: Наукова думка, 1990. — С. 99—106.
- Поховання скандинавів на півдні Київської Русі (укр.) // Археологія. — 1990. — № 4. — С. 90—97.
- Некоторые сведения о распространении христианства на юге Руси по данным погребального обряда // Обряды и верования древнего населения Украины  / отв. ред. В. М. Зубарь. — Киев: Наукова думка, 1990. — С. 114—133.
- Давньоруська народність (укр.) // Український історичний журнал. — 1990. — № 7. — С. 3—13.
- Етнічний склад населення південноруських земель (за матеріалами поховальних пам’яток X—XIII ст.) (укр.) // Археологія. — 1992. — № 1. — С. 38—45. Архивировано 22 апреля 2023 года.
- Общие закономерности торгово-экономических взаимоотношений Киева и Булгара в IX—XIII вв. // Путь из Булгара в Киев  / отв. ред. А. Х. Халиков. — Казань: ИЯЛИ им. Г. Ибрагимова КНЦ РАН, 1992. — С. 6—12. Архивировано 8 июня 2024 года.
- Булгар — Киев: один из маршрутов Великого Шелкового пути в эпоху Средневековья // Степи Восточной Европы во взаимосвязи Востока и Запада в Средневековье. — Донецк, 1992. — С. 44—47.
- Готун I., Моця О. З життя киян в часи Батия (новий археологічний факт) (укр.) // Київська старовина. — 1993. — № 5. — С. 77—80. Архивировано 8 мая 2024 года.
- Місто і округа в контексті вивчення Чернігівського регіону (укр.) // Старожитності Південної Русі. — Чернігів: Сіверянська думка, 1993. — С. 24—29.
- Етнічні процеси на території України за давньоруські часи (укр.) // Старожитності Русі-України. — Київ, 1994. — С. 161—165.
- Київська Русь: результати та перспективи досліджень (укр.) // Український історичний журнал. — 1996. — № 4. — С. 41—49.
- Моця О. П., Орлов Р. С., Коваленко В. П., Козловський А. О., Пархоменко О. В., Потапов О. В., Покас П. М. Поселення X—XIII ст. біля с. Автуничі (укр.) // Південноруське село IX—XIII ст. (нові пам'ятки матеріальної культури). — Київ: Інститут змісту і методів навчання, 1997. — С. 34—69. Архивировано 25 апреля 2023 года.
- Матеріали Журавнівського комплексу в контексті дослідження проблеми давньоруського міста (укр.) // Історія Русі-України (історико-археологічний збірник)  / відп. ред. О. П. Моця. — Київ: ІА НАНУ, 1998. — С. 182—188.
- Протистояння Русі Полю (за матеріалами межиріччя Сули і Сіверського Дінця) (укр.) // Археологічний літопис Лівобережної України. — 1999. — № 1. — С. 7—10. Архивировано 20 сентября 2023 года.
- Замки Київської Русі як соціальний тип поселень (укр.) // Україна в Центрально-Східній Європі  / відп. ред. В. А. Смолій. — Київ: Інститут історії України НАН України, 2000. — Вип. 1. — С. 22—37.
- Київська Русь: етапи формування державної території (укр.) // Археологія. — 2001. — № 1. — С. 42—50. Архивировано 23 апреля 2024 года.
- Етнічні процеси на Русі в часи ранньофеодальної монархії (укр.) // Маґістеріум  / упоряд. Л. Л. Залізняк. — Київ: Стилос, 2001. — Вип. 6. — С. 45—48. Архивировано 8 июня 2024 года.
- З «міфів народів світу»: про час появи східнослов’янських націй (укр.) // Ruthenica  / наук. ред. В. Ричка, О. Толочко. — Київ: Інститут історії України НАН України, 2002. — Т. I. — С. 64—69. Архивировано 5 апреля 2022 года.
- Селянська община // Село Київської Русі (за матеріалами південноруських земель) (укр.) / відп. ред. О. П. Моця. — Київ: Шлях, 2003. — С. 192—198.
- Культура «мовчазної більшості» епохи Київської Русі (укр.) // Україна в Центрально-Східній Європі  / відп. ред. В. А. Смолій. — Київ: Інститут історії України НАН України, 2003. — Вип. 3. — С. 35—48.
- Південноруські храми (розміщення, розміри, хронологія) (укр.) // Український історичний журнал. — 2004. — № 3. — С. 127—133. Архивировано 17 апреля 2023 года.
- Про відмінності давньоруської Півночі від Півдня (укр.) // Україна в Центрально-Східній Європі  / відп. ред. В. А. Смолій. — Київ: Інститут історії України НАН України, 2004. — Вип. 4. — С. 95—104.
- Південні межі Галицького князівства в контексті вивчення південноруського прикордоння (укр.) // Україна в Центрально-Східній Європі  / відп. ред. В. А. Смолій. — Київ: Інститут історії України НАН України, 2005. — Вип. 5. — С. 132—142. Архивировано 22 апреля 2023 года.
- Рівні етнічної самосвідомості давньоруського населення (укр.) // Український історичний журнал. — 2006. — № 2. — С. 4—11.
- Як Русь ставала Україною (укр.) // Terra cossacorum: студії з давньої і нової історії України. Науковий збірник на пошану доктора історичних наук, професора Валерія Степанкова  / відп. ред. В. А. Смолій. — Київ: Інститут історії України НАНУ, 2007. — С. 339—345. Архивировано 1 апреля 2022 года.
- Коваленко В., Моця О. Поховання вікінга з Шестовиці (укр.) // Ґардаріки / Garðariki. — 2007. — № 1. — С. 1—5. Архивировано 22 апреля 2023 года.
- «Русь» — «путешествие» названия в послемонгольский период // Украина и украинцы: образы, представления, стереотипы  / отв. ред. Е. Ю. Борисенок. — М.: Институт славяноведения РАН, 2008. — С. 299—307.
- «Руська» термінологія в Київському та Галицько-Волинському літописних зводах (укр.) // Археологія. — 2009. — № 1. — С. 7—16.
- Материалы некрополей X—ХІІІ вв. Днестро-Прутского региона в контексте изучения хорватской проблематики // Rossica Antiqua. — 2010. — № 1. — С. 99—107.
- Етнічні процеси в автохтонному середовищі на етапі ранньомодерної та модерної історії України (укр.) // Український історичний журнал. — 2010. — № 1. — С. 41—52.
- Шляхи часів Київської Русі: темпи руху «на путехъ» (укр.) // Археологія. — 2010. — № 2. — С. 30—41. Архивировано 1 февраля 2024 года.
- Синьоводська битва та її наслідки в контексті історії середньовічної Європи (укр.) // Український історичний журнал. — 2012. — № 2. — С. 4—10.
- Становлення і розвиток Київської Русі в контексті етногеографічних досліджень (укр.) // Археологія. — 2012. — № 3. — С. 64—75. Архивировано 19 января 2024 года.
- Самоідентифікація східних слов’ян у часи Русі (укр.) // Український історичний журнал. — 2015. — № 1. — С. 4—10.
- Золотоординські «темні» віки на землях Південної Русі: історично-археологічний контекст (укр.) // Археологія. — 2017. — № 2. — С. 24—37. Архивировано 9 декабря 2020 года.
- «Лінії Володимира» в системі оборони Південної Русі (укр.) // Україна в Центрально-Східній Європі  / відп. ред. В. А. Смолій. — Київ: Інститут історії України НАН України, 2017. — Вип. 17. — С. 405—412.
- Київська Русь: деякi регiональнi особливостi державотворення й етнiчного розвитку (укр.) // Археологія. — 2020. — № 2. — С. 52—61. Архивировано 1 мая 2023 года.
- Балти і руси в літописних повідомленнях та археологічних джерелах (укр.) // Дніпро — Даугава — Німан: міжцивілізаційні контакти в середньовічні часи. — Київ: ІА НАН України, 2021. — С. 56—73.
- Слов'яни — новий етнос на півдні Східної Європи та суміжних територіях (укр.) // Шлях з первісності у цивілізацію. Українські шати середньовіччя. — Київ: Академперіодика, 2023. — С. 175—186. Архивировано 18 июня 2024 года.